# Площади Севастополя
Площади Севастополя — в Севастополе насчитывается 17 площадей.

## Площади Севастополя
| Название                    | Карта | Координаты                      | Краткое описание | Фото                    |
| 1-го Мая                    |       | 44°30′04″ с. ш. 33°35′59″ в. д. | Расположена в Балаклаве, приблизительно посредине улицы Калича. Центр исторической части Балаклавы. Отсюда начинается набережная Назукина. |                         |
| 300-летия Российского Флота |       | 44°36′48″ с. ш. 33°31′06″ в. д. | Расположена в Ленинском районе рядом с Артиллерийской бухтой. Название получила 25 апреля 1996 года. |                         |
| 50-летия СССР               |       | 44°35′56″ с. ш. 33°29′22″ в. д. | Расположена в Гагаринском районе, на пересечении улиц Ерошенко, Вакуленчука и проспекта Гагарина. Названа в честь 50-летия СССР в 1972 году. |                         |
| Захарова                    |       | 44°37′39″ с. ш. 33°32′10″ в. д. | Расположена в Нахимовском районе Севастополя, на Северной стороне, рядом с вершиной Северной бухты, в Сухой (Перевозной) балке. Названа в честь Георгия Федоровича Захарова, командующего 2-й гвардейской армии, освобождавшей Севастополь в 1944 году с севера.                                                                                             |                         |
| Кролевецкого                |       | 44°37′59″ с. ш. 33°32′28″ в. д. | Расположена в Нахимовском районе Севастополя, на Северной стороне, в верхней части улицы Леваневского (рядом с Кинотеатры Севастополя/кинотеатром «Моряк»). 5 мая 1975 года названа іменем Павла Кролевецкого — участника обороны Севастополя 1941—1942 годов.                                                                                               |                         |
| Лазарева                    |       | 44°36′41″ с. ш. 33°31′12″ в. д. | Расположена в Ленинском районе Севастополя, на пересечении проспекта Нахимова и улиц Большой Морской и Генерала Петрова. В 1993 году названа в честь Михаила Лазарева — русского учёного-мореплавателя и военно-морского деятеля. | Площадь Лазарева        |
| Ластовая                    |       | 44°36′47″ с. ш. 33°32′24″ в. д. | Расположена в Нахимовском районе Севастополя, на Корабельной стороне, в районе Военно-морского госпиталя Черноморского Флота Российской Федерации им.Н.И.Пирогова. В 1954 году, в ознаменование 100-летия первой обороны Севастополя, названа в честь ластового экипажа № 4 Черноморского флота, отличившегося во время обороны Севастополя 1854—1855 годов. | Площадь Ластовая        |
| Ленина                      |       | 44°36′41″ с. ш. 33°31′23″ в. д. | Площадь на Центральном городском холме. Образовалась во второй половине века. После сооружения Владимирского собора площадь именовали Владимирской, позднее — Нагорной. 22 декабря 1954 года её переименовали в площадь Победы, но 2 ноября 1957 по соседству с Владимирским собором открыли монумент Ленину.                                                |                         |
| Нахимова                    |       | 44°36′59″ с. ш. 33°31′30″ в. д. | Расположена в Ленинском районе Севастополя, от неё начинаются Приморский и Матросский бульвары, проспект Нахимова и улица Ленина. Названа в честь адмирала Павла Степановича Нахимова. | Площадь Нахимова        |
| Неустроева                  |       | 44°35′43″ с. ш. 33°27′06″ в. д. | Расположена в Гагаринском районе, на пересечении проспектов Октябрьской Революции и Героев Сталинграда. Площадь назвали 14 марта 2002 года, по предложению топонимической комиссии города, в честь Героя Советского Союза Степана Неустроева. |                         |
| Пирогова                    |       | 44°35′52″ с. ш. 33°30′59″ в. д. | Расположена в Ленинском районе, на пересечении улица Пирогова, Шварца и Льва Толстого. С 22 декабря 1954 года носит имя Пирогова — выдающегося учёного, хирурга, участника обороны Севастополя 1854—1855 годов. |                         |
| Восставших                  |       | 44°36′05″ с. ш. 33°30′51″ в. д. | Расположена в Ленинском районе, между улицами Адмирала Октябрьского и 5-й Бастионной. Площадь Восставших возникла в явязки с реконструкцией бывшей улицы Восставших (теперь - Адмирала Октябрьского) и получила наименование 1 ноября 1958 года. |                         |
| Ревякина                    |       | 44°35′44″ с. ш. 33°31′54″ в. д. | Расположена в Нахимовском районе, на пересечении улиц Героев Севастополя, Ревякина и Вокзальной. В 1951 году названа в честь Василия Ревякина, Героя Советского Союза, руководителя коммунистической подпольной организации в тылу врага, действовавшей в Севастополе в 1942—1944 годах.                                                                     | Площадь Ревякина        |
| Святого Николая             |       | 44°35′04″ с. ш. 33°26′27″ в. д. | Расположена в Гагаринском районе, на пересечении улиц Борисова, Бориса Михайлова и проспекта Героев Сталинграда | Площадь Святого Николая |
| Суворова                    |       | 44°36′21″ с. ш. 33°31′39″ в. д. | Расположена в Ленинском районе, на пересечении улицы Ленина и Троллейбусного спуска. Появилась в 1983 году после переименования площади Пушкина. | Площадь Суворова        |
| Ушакова                     |       | 44°36′05″ с. ш. 33°31′26″ в. д. | Расположена в Ленинском районе. Одна из старейших площадей города, возникла в XVIII веке. С 15 октября 1954 года носит имя Фёдора Ушакова, русского флотоводца и адмирала. |                         |
| Херсонесская                |       | 44°36′35″ с. ш. 33°29′34″ в. д. | Расположена в Гагаринском районе, в конце улицы Древней, перед входом в Национальный заповедник «Херсонес Таврический». |                         |